# Сьенфуэгос, Хавьер
Хавьер Сьенфуэгос Пинилья (исп. Javier Cienfuegos Pinilla; род. 15 июля 1990, Монтихо, Эстремадура) — испанский легкоатлет, специалист по метанию молота. Выступает за сборную Испании по лёгкой атлетике с 2007 года, многократный победитель и призёр первенств национального значения, действующий рекордсмен страны, участник трёх летних Олимпийских игр.

## Биография
Хавьер Сьенфуэгос родился 15 июля 1990 года в городе Монтихо провинции Бадахос.
Впервые заявил о себе в лёгкой атлетике на международном уровне в сезоне 2007 года, когда вошёл в состав испанской национальной сборной и выступил в метании молота на юношеском мировом первенстве в Остраве. Также в этом сезоне метал молот на юниорском европейском первенстве в Хенгело.
В 2008 году на юниорском мировом первенстве в Быдгоще занял в метании молота итоговое 12-е место.
В 2009 году выиграл бронзовую медаль на юниорском европейском первенстве в Нови-Саде, принял участие в чемпионате мира в Берлине.
В 2010 году победил в молодёжной категории на Кубке Европы по зимним метаниям в Арле, был четвёртым на иберо-американском чемпионате в Сан-Фернандо, выступил на чемпионате Европы в Барселоне.
В 2011 году стал серебряным призёром на молодёжном европейском первенстве в Остраве, метал молот на чемпионате мира в Тэгу.
В 2012 году отметился выступлением на чемпионате Европы в Хельсинки. Благодаря череде удачных выступлений удостоился права защищать честь страны на летних Олимпийских играх в Лондоне — в программе метания молота на предварительном квалификационном этапе показал результат в 73,73 метра, чего оказалось недостаточно для выхода в финал.
В 2013 году соревновался на чемпионате мира в Москве, но так же в финал не вышел.
На чемпионате Европы 2014 года в Цюрихе метнул молот на 72,55 метра.
В 2015 году на чемпионате мира в Пекине показал результат 70,96 метра.
В 2016 году занял 12-е место на чемпионате Европы в Амстердаме (68,17). Выполнив олимпийский квалификационный норматив (77,00), благополучно прошёл отбор на Олимпийские игры в Рио-де-Жанейро — здесь в метании молота остановился на предварительном квалификационном этапе с результатом 68,88 метра.
После Олимпиады в Рио Сьенфуэгос остался действующим спортсменом на ещё один олимпийский цикл и продолжил принимать участие в крупнейших международных стартах. Так, в 2017 году он стартовал на чемпионате Европы в Берлине, одержал победу на иберо-американском чемпионате в Трухильо.
В 2019 году на соревнованиях в Андухаре установил ныне действующий национальный рекорд Испании в метании молота — 79,38 метра, тогда как на чемпионате мира в Дохе занял итоговое седьмое место.
Преодолев олимпийский квалификационный норматив в 77,50 метра, отобрался на Олимпийские игры 2020 года в Токио — на сей раз сумел выйти в финал в метании молота, после чего с результатом 76,30 метра закрыл десятку сильнейших.
Помимо занятий спортом участвует в политической жизни своего региона, в 2019 году был избран депутатом парламента автономного сообщества Эстремадура от Народной партии Испании.